# Neorhamnusium rugosipenne
Neorhamnusium rugosipenne är en skalbaggsart som först beskrevs av Maurice Pic 1939.  Neorhamnusium rugosipenne ingår i släktet Neorhamnusium och familjen långhorningar. Inga underarter finns listade i Catalogue of Life.